# Ramón González Brito
Ramón González Brito (fallecido en marzo de 1978) fue un político español de Fuerteventura, Islas Canarias, que sirvió como alcalde de La Oliva por el Frente Popular hasta 1936, cuando fue sacado a punta de pistola por fuerzas nacionales del régimen de Francisco Franco del ayuntamiento, siendo el último alcalde elegido democráticamente de La Oliva hasta 1979.
Uno de sus 18 hijos, Domingo González Arroyo, luego sería elegido alcalde de La Oliva en 1979, el primer alcalde del municipio después de la transición.